# Giancarlo Bergamini
Giancarlo Bergamini   (Milà, 2 d'agost de 1926 - Lanzo d'Intelvi, 4 de febrer de 2020) fou un tirador d'esgrima italià, especialista en floret, que va competir durant les dècades de 1940 i 1950.
El 1952 va prendre part en els Jocs Olímpics d'Estiu de Hèlsinki, on va disputar dues proves del programa d'esgrima. En la prova del floret per equips guanyà la medalla de plata, mentre en la del floret individual fou vuitè. Quatre anys més tard, als Jocs de Melbourne, tornà a disputar dues proves del programa d'esgrima. En la prova del floret per equips guanyà la medalla d'or, mentre en la del floret individual guanyà la de plata.
En el seu palmarès també destaquen nou medalles al Campionat del món d'esgrima, tres d'or, tres de plata i tres de bronze, entre les edicions de 1947 i 1958.